# 薛极
薛极（1163年—1234年6月5日），字会之，常州武进县（今江苏省常州市）人。南宋大臣，宋理宗时参知政事。
薛极迁居无锡。因父荫调任上元主簿。后来中词科，担任大理评事、通判温州，知广德军。以大理寺正召，出守桐川。宋宁宗嘉定元年（1208年） 召为大理正，楼钥推荐他，历任左右司、枢密副都承旨、司封郎中、权右司郎中。以刑部侍郎兼中书门下省检正诸房公事。拜为司农卿，兼权兵部侍郎。他依附史弥远，为其心腹。嘉定八年（1215年） 奏请宁宗“以今日遇灾警惧之心，永为异时暇逸之戒”，让皇帝怀兢业之念, 以图强盛。转任权刑部尚书、吏部尚书。嘉定十五年（1222年），特赐同进士出身，拜端明殿学士、签书枢密院事。宋理宗绍定元年（1228年），拜为参知政事兼同知枢密院事，之后知枢密院事。绍定六年（1233年），担任枢密使，进封毗陵郡公。以观文殿大学士知绍兴府兼浙东安抚使。端平元年（1234年），加少保，封和国公，致仕，不久去世。他和胡榘、聂子述、赵汝述都依附史弥远，当时被人称之为四木（姓名中含有木字）。

## 延伸阅读
[在维基数据编辑]
 《宋史·卷419》，出自脱脱《宋史》